# Peugeot 307
Peugeot 307 – автомобіль компактного класу французького автовиробника Peugeot, запущений на ринок в серпні 2001 року. Крім того, він отримав нагороду Європейський автомобіль року 2002 року.
Всього виготовлено 3 783 529 автомобілів.

## Історія
Дебютувавши в 2001 році Peugeot 307 разюче відрізнявся від попередника. По-перше, зовні автомобіль став схожим на компактвен (високий кузов, трикутні віконця в передніх бокових стеклах), що не могло не викликати жалю на тлі підтягнутого і стильного 306. По-друге, Peugeot 307 побудували на новій передньопривідній платформі PSA PF2 зі стійками McPherson спереду і балкою, що скручується ззаду замість незалежної конструкції.
Як і його попередник Peugeot 306 307 мав різні кузова. Спочатку були доступні тільки трьох-і п'ятидверні хетчбеки. У червні 2002 року в модельний ряд були включені версії Break і SW. У серпні 2003 року представлено 307 Coupe Cabriolet (скорочено СС) з відкидним дахом.
Новинка стала просторіше - довжина разом збільшилася до 4210 мм, а колісна база досягла 2608 мм. Зрозуміло, це не могло не позначитися на спорядженої масі (1193-1260 кг в залежності від модифікації). Благо, інженери не забули про відповідні моторах.
Найменш потужним серед бензинових був агрегат 1.4 з 75 силами, а найпродуктивнішим - дволітровий двигун з 177 к.с. Дизелів було два - наддувні «четвірки» 1.6 і 2.0 потужністю від 90 до 136 к.с. Клієнтам пропонувалися машини з різними типами коробок передач, в різних виконаннях і з широким вибором додаткового обладнання. У тому числі і це вплинуло на успіх моделі, випуск якої у Франції припинився в 2008 році, а в Аргентині - в 2011-му. При цьому в Китаї виробництво «триста сьомого» до сих пір триває. І якщо підсумувати кількість зроблених з 2001 року машин, вийде вражаюча цифра - майже 3,8 млн автомобілів (включаючи хетчбеки, кабріолети, універсали і седани).

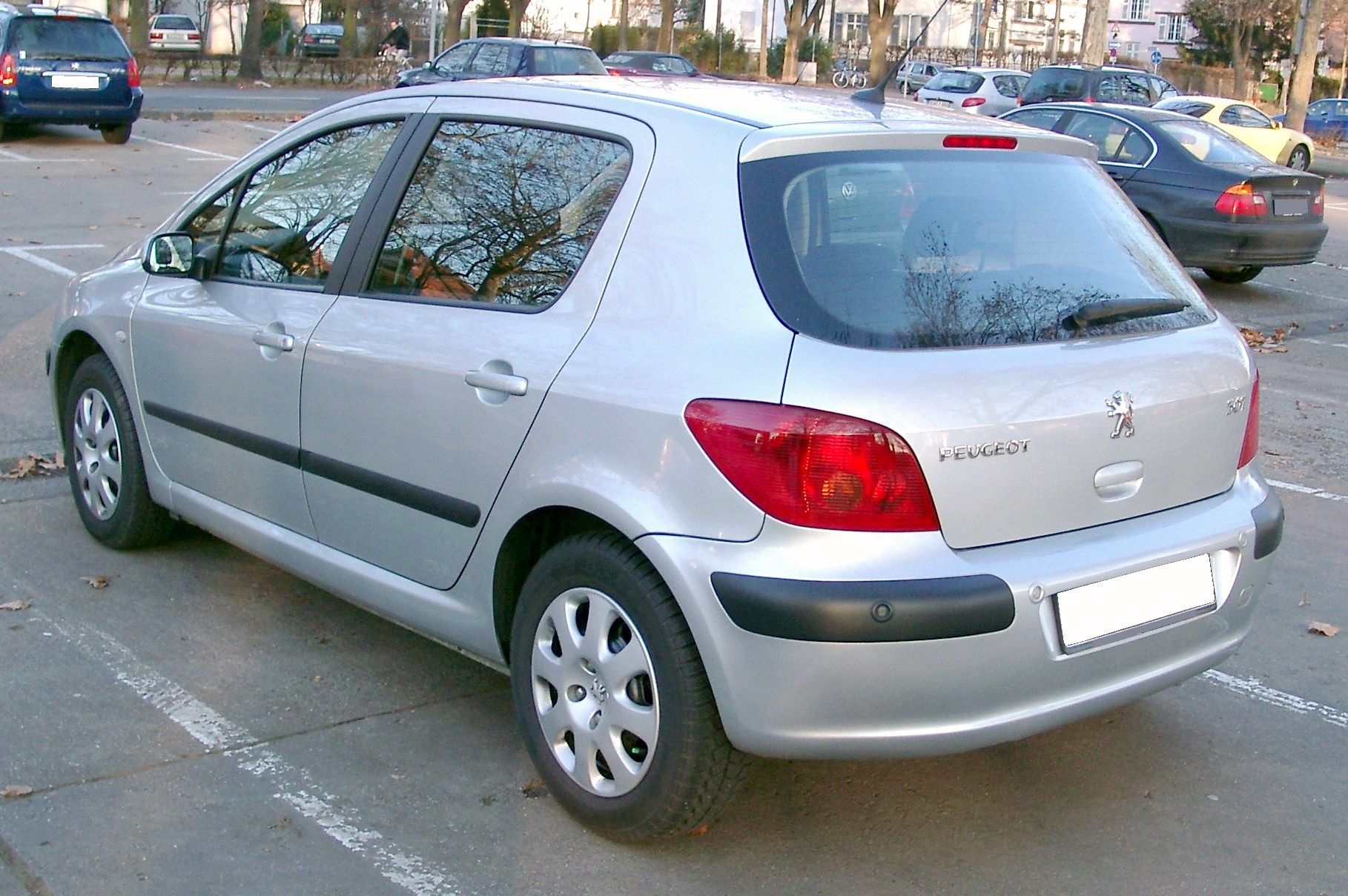
Peugeot 307 (2001-2005)
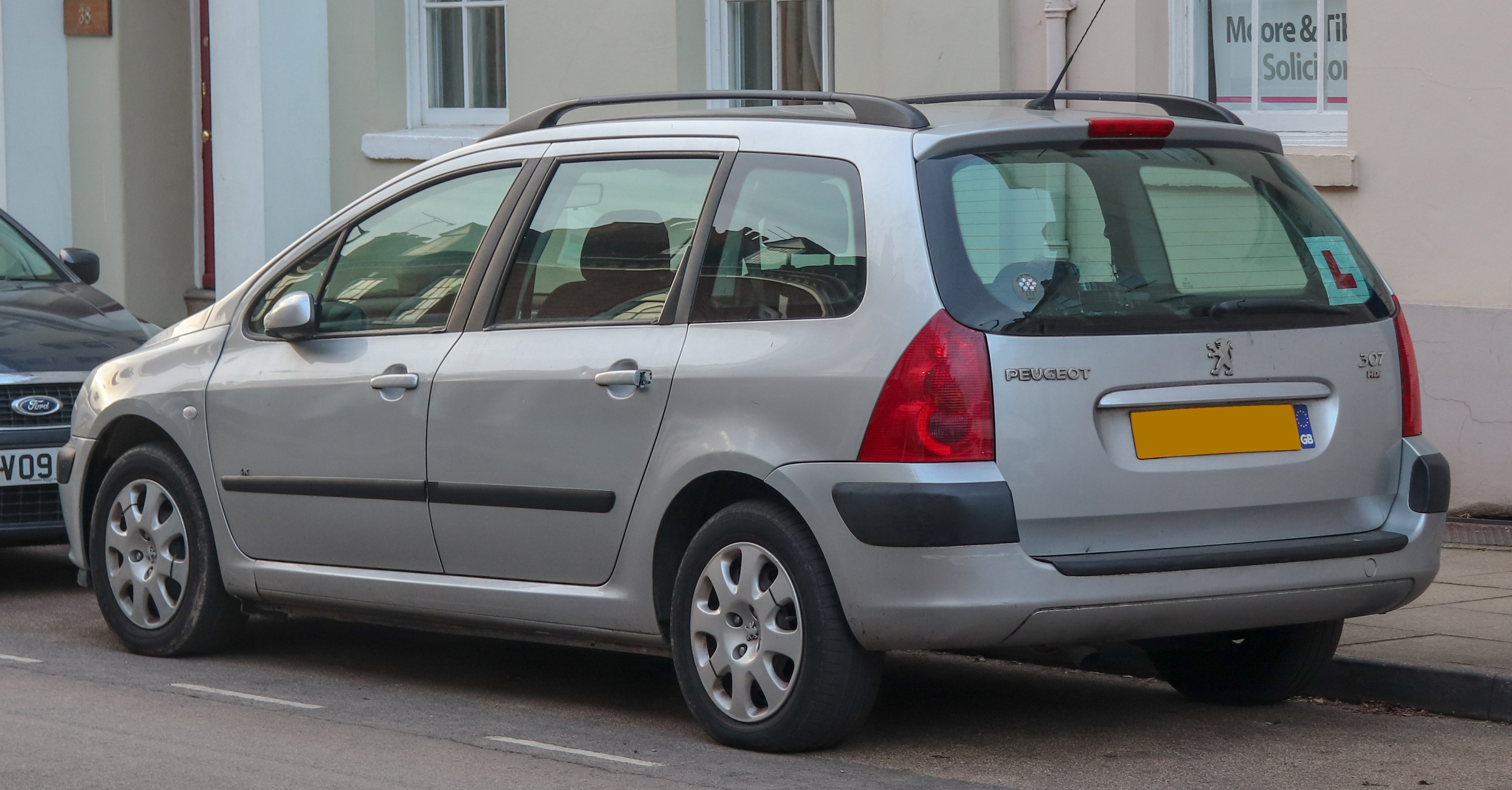
Peugeot 307 SW (2002-2005)
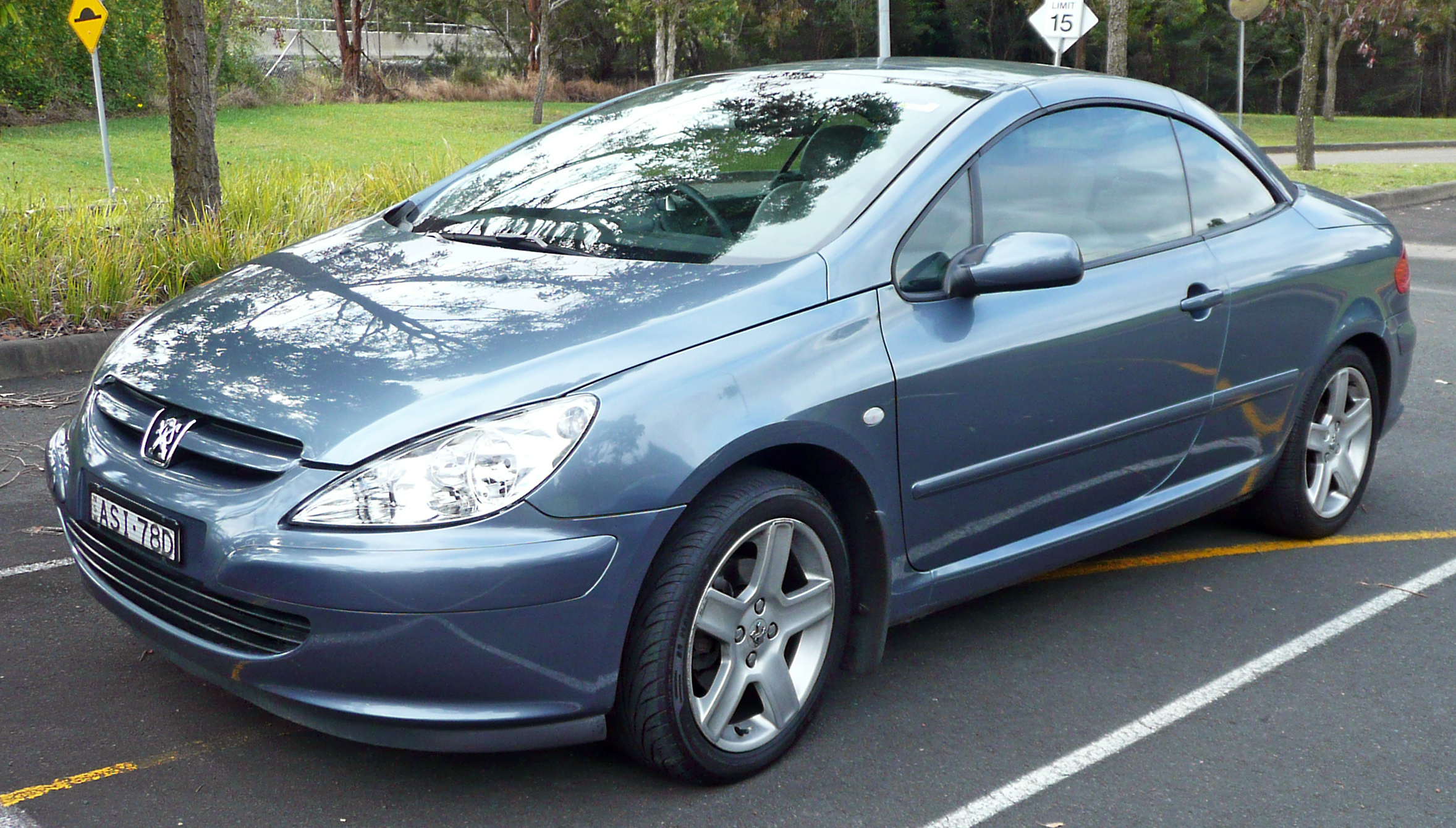
Peugeot 307 CC (2003-2005)
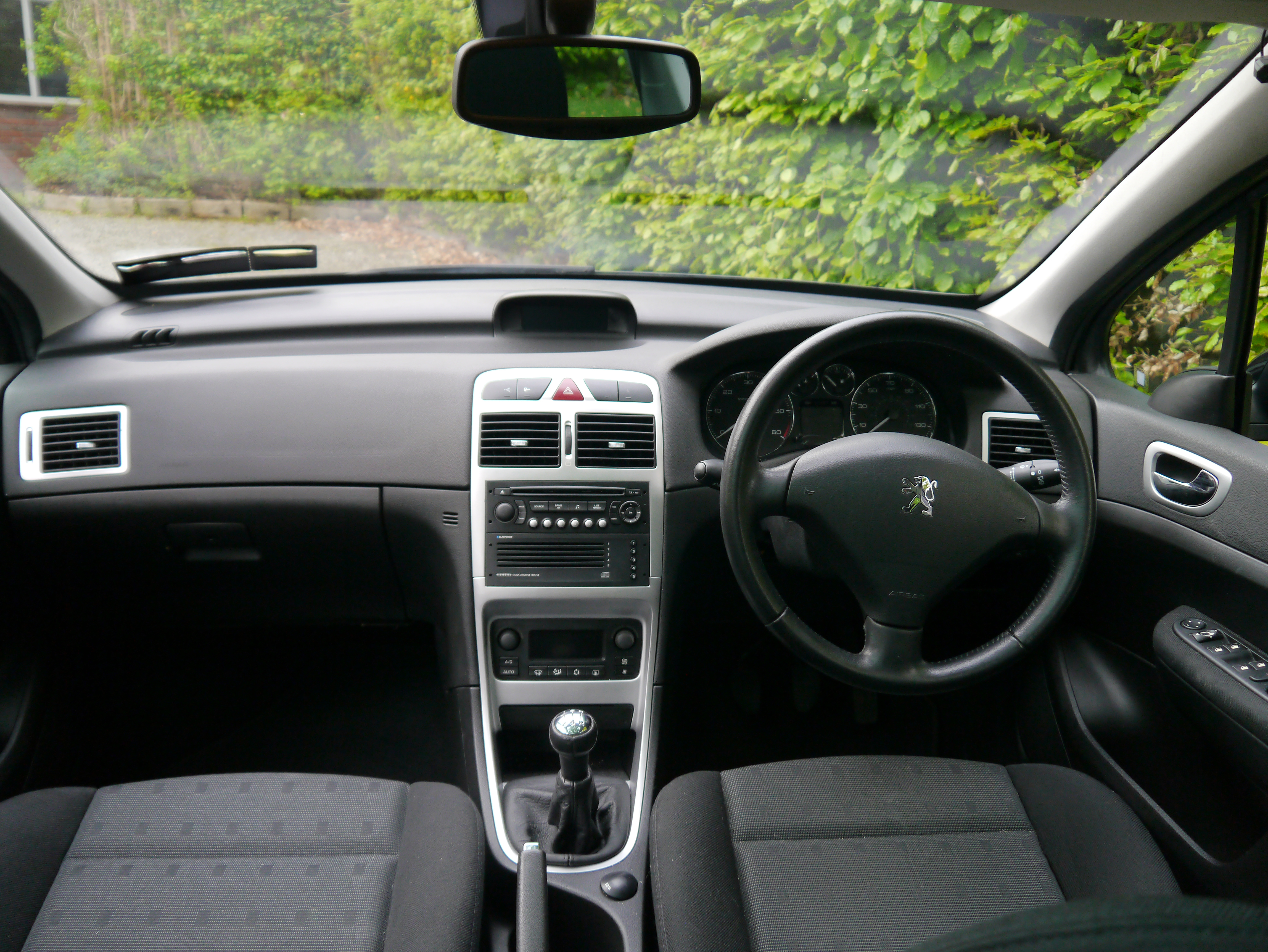

### Фейсліфтинг 2005

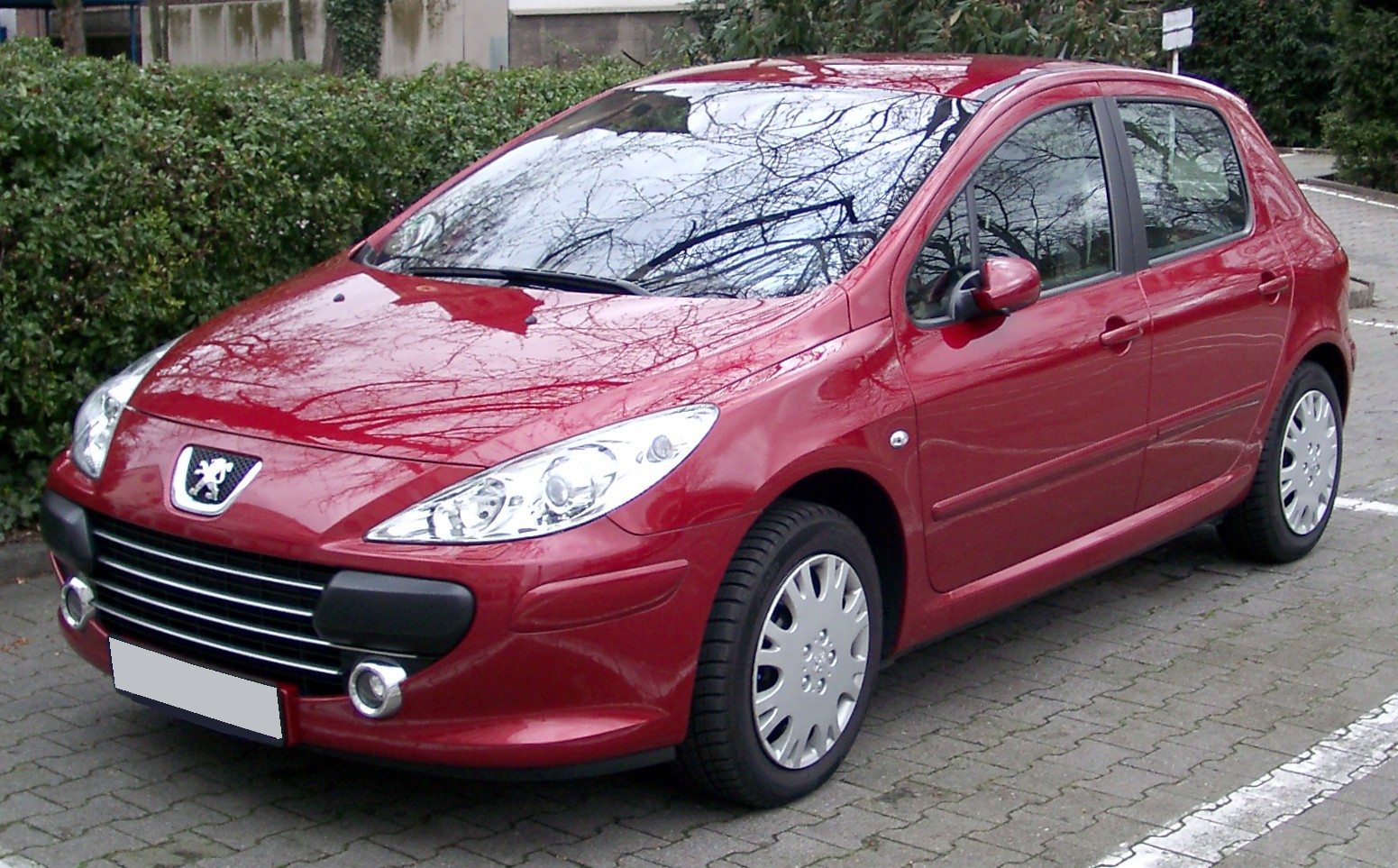
Peugeot 307 (2005-2008)

У травні 2005 року модель 307 модернізували, змінивши передню частину і задні ліхтарі. Після модернізації хетчбек був доступний в шести різних комплектаціях: „Filou“, „Grand Filou Cool“, „Tendance“, „Prémium“, „Sport“ і найкраща і найдорожча версія „Platinum“.
У квітні 2006 року за 307 отримав дві спеціальні моделі: „Oxygo“ und „Épok“. Дві інших спеціальних моделей представлені на ринку в листопаді 2006 року („RC-Line“) і в квітні 2007 року („Business Line“) і були призначені тільки для моделі 307 SW.

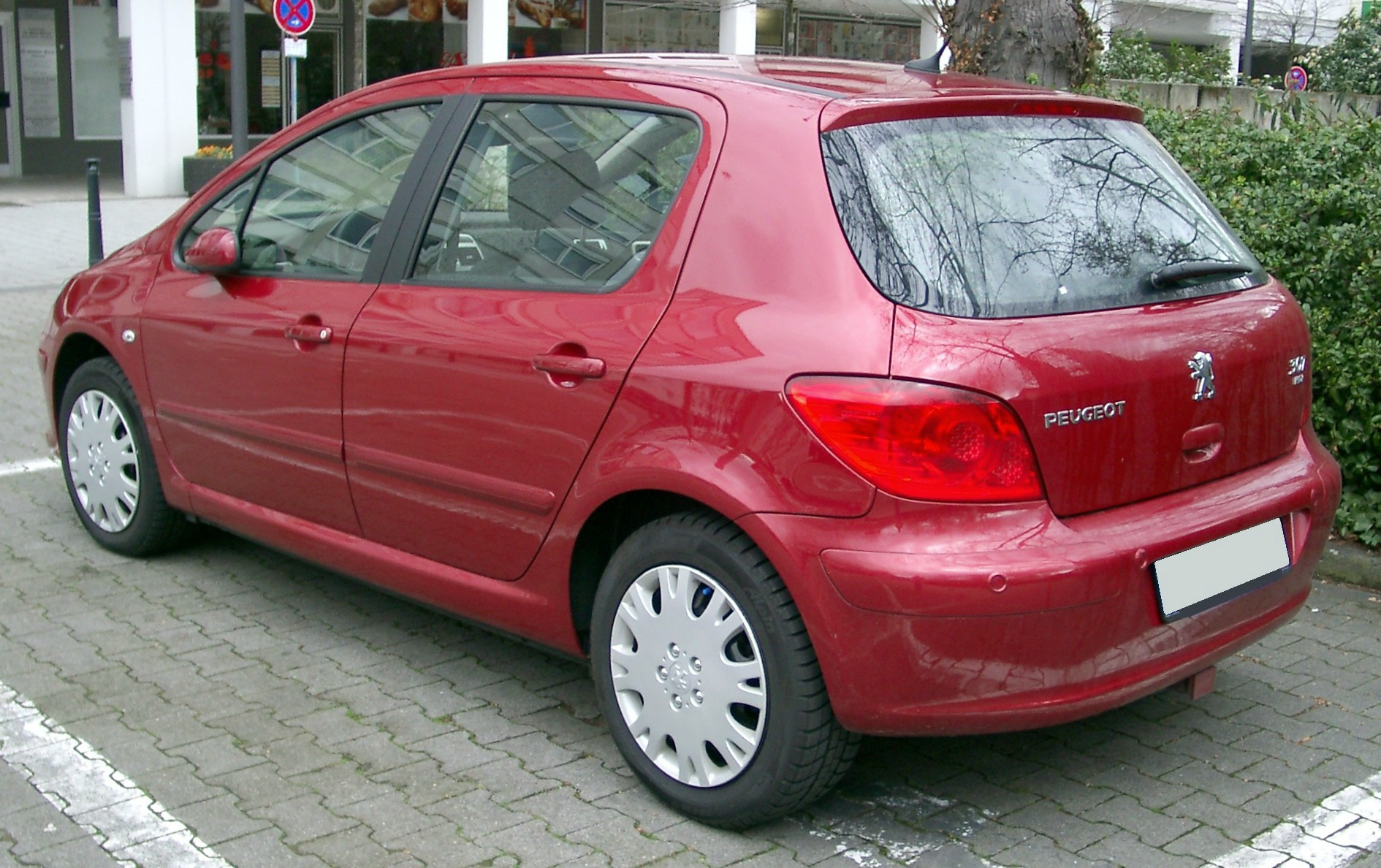
Peugeot 307 (2005-2007)
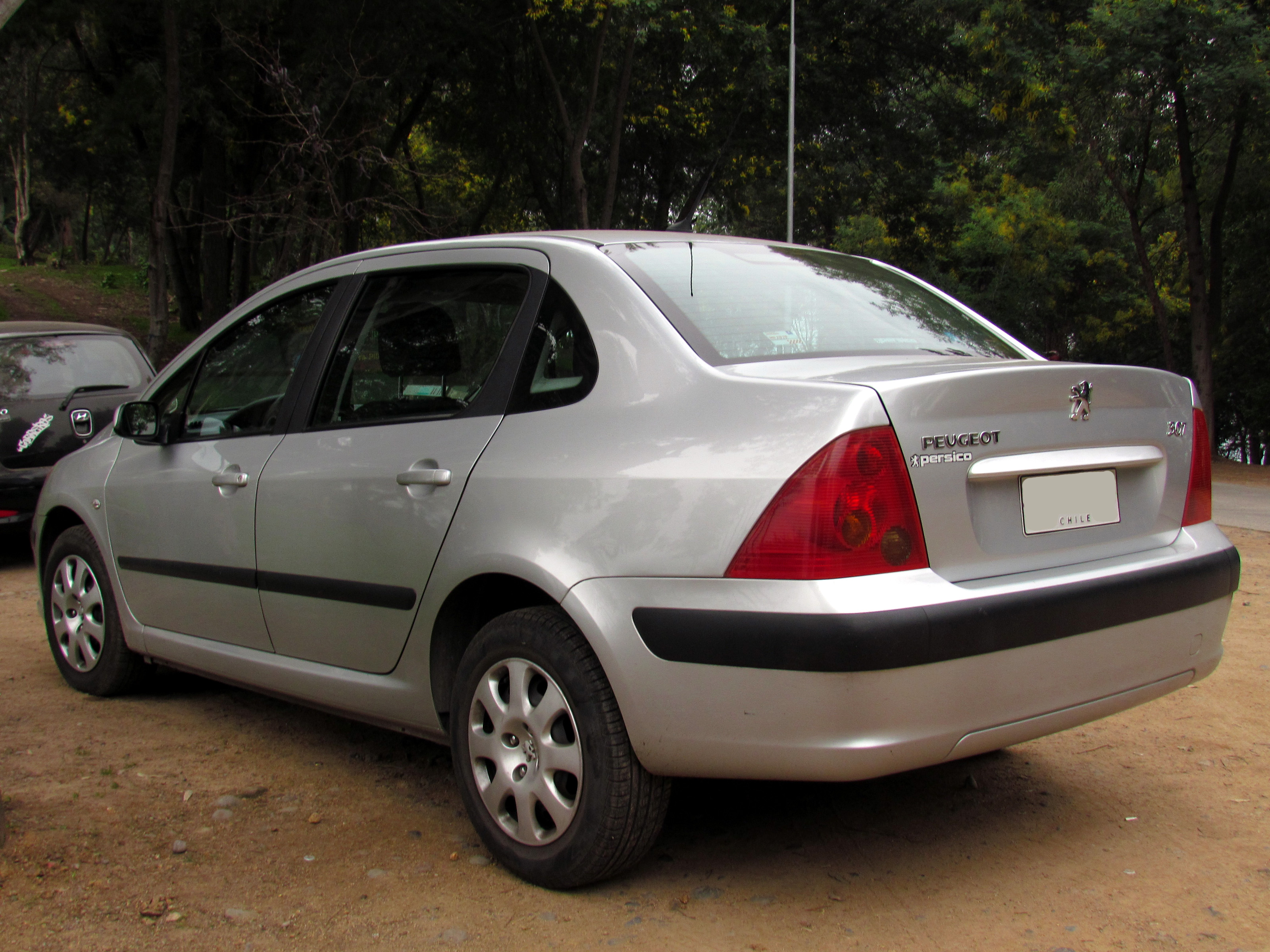
Peugeot 307 седан
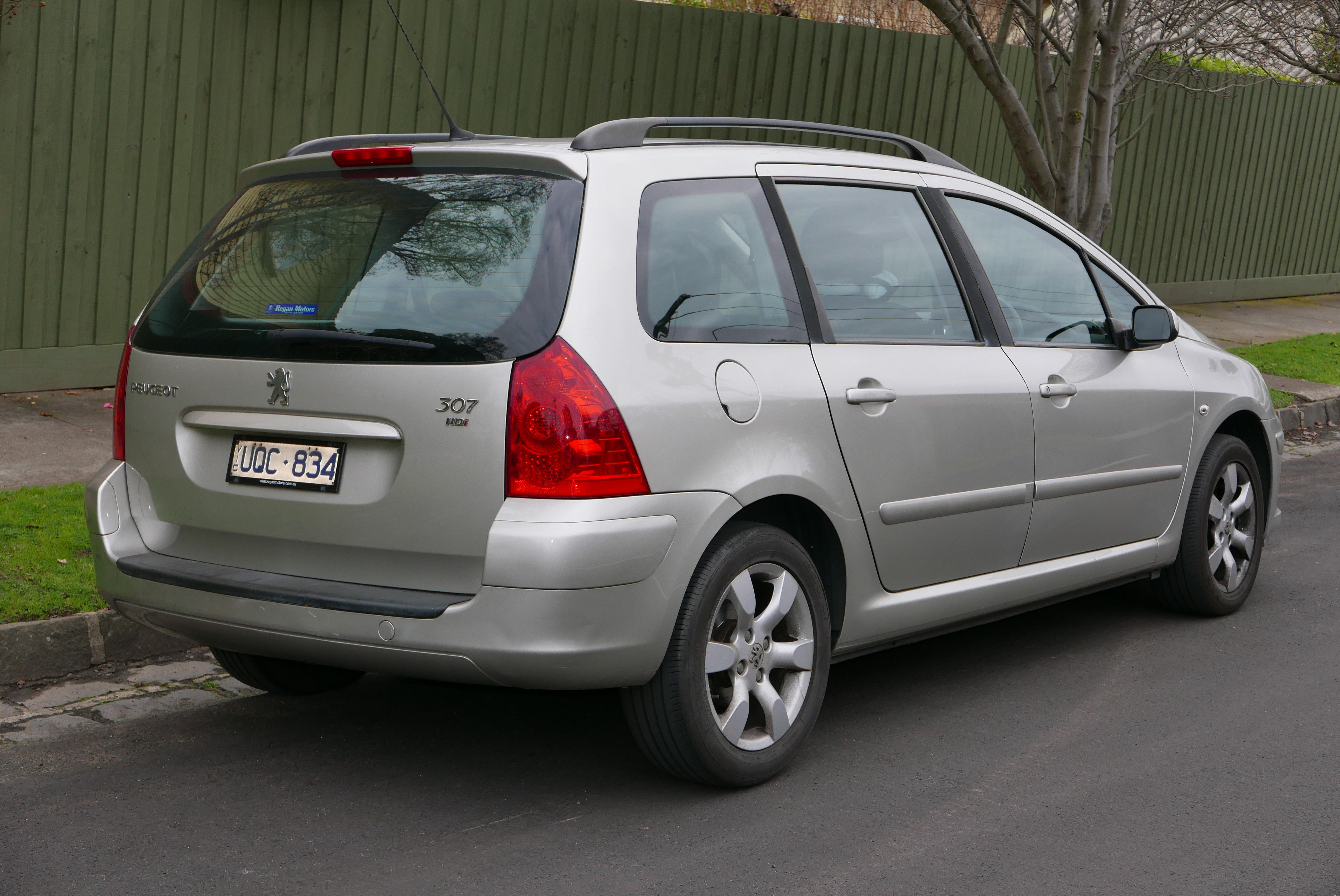
Peugeot 307 SW (2005-2008)
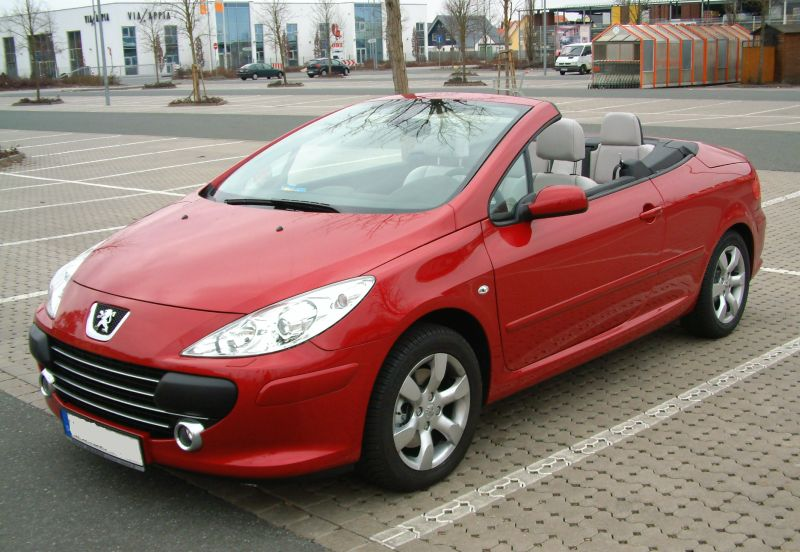
Peugeot 307 CC (2005-2009)
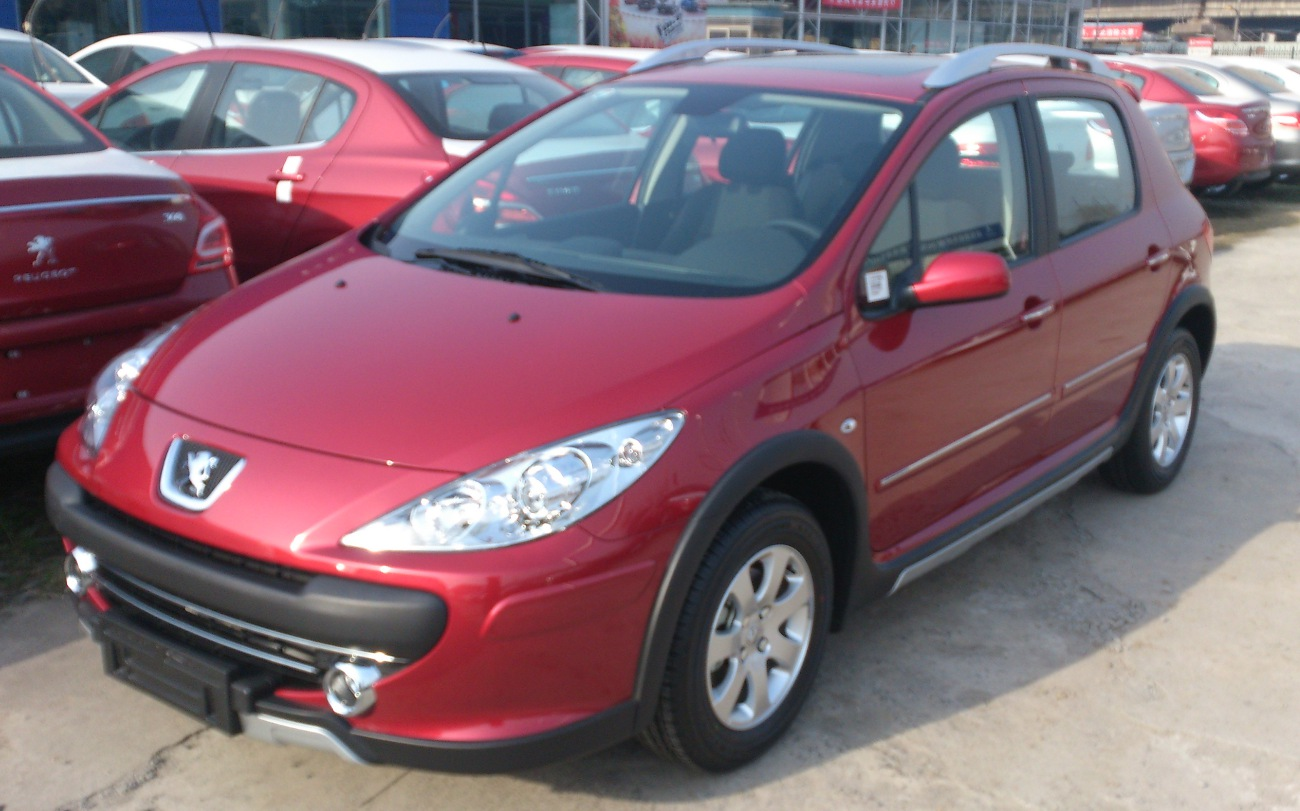
Peugeot 307 Cross (Китай)

### Універсал
З 2002 по 2008 рік виготовлявся універсал Peugeot 307 з високим силуетом, що нагадував компактвен і пропонувався в двох версіях - Break і SW. За інших рівних перша була п'ятимісною, а друга мала пару знімних крісел третього ряду. При бажанні їх можна було докупити і поставити в 307 Break. Зовні 307 SW відрізнявся заскленою передньою частиною даху (на 2/3) і сріблястими рейлінгами. Машина оснащувалася бензиновими моторами 1.4, 1.6 і 2.0 (88-136 к.с.), а також дизелями 1.6 і 2.0 (90-110). Трансмісій було три: п'яти- і шестиступінчаста "механіка" і чотирьохдіапазонний «автомат».

## Двигуни
Бензинові
| Модель  | Двигун (тип)  | Об'єм см³ | Циліндри | Потужність кВт (к.с.) при об/хв | Крутний момент Нм при об/хв | Роки випуску | Версії кузова          |
| ------- | ------------- | --------- | -------- | ------------------------------- | --------------------------- | ------------ | ---------------------- |
| 1.4 8V  | TU3JP (KFW)   | 1360      | 4        | 55 (75)/5500                    | 120/3400                    | 2002−2004    | хетчбек                |
| 1.4 16V | ET3J4 (KFU)   | 1360      | 4        | 65 (88)/5250                    | 133/3250                    | 2003−2007    | хетчбек, універсал     |
| 1.6 16V | TU5JP4 (NFU)  | 1587      | 4        | 80 (109)/5800                   | 147/4000                    | 2001−2007    | хетчбек, універсал, CC |
| 2.0 16V | EW10J4 (RFN)  | 1997      | 4        | 100 (136)/6000                  | 190/4100                    | 2001−2005    | хетчбек, універсал, CC |
| 2.0 16V | EW10A (RFJ)   | 1997      | 4        | 103 (140)/6000                  | 200/4000                    | 2005−2007    | хетчбек, універсал, CC |
| 2.0 16V | EW10J4S (RFK) | 1997      | 4        | 130 (177)/7000                  | 202/4750                    | 2005−2007    | хетчбек, CC            |

Дизельні
| Модель      | Двигун (тип)        | Об'єм см³ | Циліндри | Потужність кВт (к.с.) при об/хв | Крутний момент Нм при об/хв | Роки випуску | Версії кузова          |
| ----------- | ------------------- | --------- | -------- | ------------------------------- | --------------------------- | ------------ | ---------------------- |
| 1.4 8V HDi  | DV4TD (8HX/HZ)      | 1398      | 4        | 50 (68)/4000                    | 150/1750                    | 2002−2004    | хетчбек                |
| 1.6 16V HDi | DV6(A)TED4 (9HX/HV) | 1560      | 4        | 66 (90)/4000                    | 215/1750                    | 2006−2007    | хетчбек, універсал     |
| 1.6 16V HDi | DV6TED4 (9HZ/HY)    | 1560      | 4        | 80 (109)/4000                   | 240/1750                    | 2004−2007    | хетчбек, універсал     |
| 2.0 8V HDi  | DW10TD (RHY)        | 1997      | 4        | 66 (90)/4000                    | 205/1900                    | 2001–2005    | хетчбек, універсал     |
| 2.0 8V HDi  | DW10ATED4 (RHS)     | 1997      | 4        | 79 (107)/4000                   | 250/ 1750                   | 2001−2004    | хетчбек, універсал     |
| 2.0 16V HD  | DW10BTED4 (RHR)     | 1997      | 4        | 100 (136)/4000                  | 320/2000                    | 2003−2007    | хетчбек, універсал, CC |

## Варіанти кузовів
307 були продані в шести варіантах кузова:
- Трьохдверний хетчбек
- П'ятидверний хетчбек
- Чотирьохдверний седан (для Китаю і Південної Америки)
- Універсал (Break) з п'ятьма дверима і п'ятьма місцями
- Універсал (SW) з п'ятьма дверима і сімома місцями і скляним дахом
- Купе-кабріолет з двома дверима, чотирма сидіннями і висувним сталевим дахом